# Ахмад аль-Мансур (імам Ємену)
Ахмад аль-Мансур бін Хасім (араб. أحمد بن هاشم; помер 1853) – зейдитський імам Ємену. Його фактично стало завершенням зейдитського домінування у Ємені.

## Біографія
У XIX столітті на тлі зниження прибутків та релігійно-політичного протистояння було підірвано авторитет імамів, які правили країною. У той час на позиції лідера висунувся Ахмад бін Хасім, нащадок Ях'я аль-Мансура і помічник імама Абдалли ан-Насіра. Незадовго після смерті останнього Ахмад бін Хасім разом з деякими улемами залишив Сану та переїхав до Саади, де 1849 року проголосив свій імамат.
Однак, правління нового імама, який узяв собі ім'я аль-Мансура, виявилось не надто успішним. Касимідська держава фактично виявилась роздробленою, а племінні групи, що спочатку підтримали Ахмада аль-Мансура, невдовзі залишили його. Він був неспроможний оплатити їхню підтримку чи зібрати армію, щоб контролювати всю країну. Хоч він і зумів узяти Сану, але його правління тривало там лише три місяці. Його імамат розвалився, а сам імам був змушений переховуватись у племені Архат.